# Rickenbach (Soleure)
Pour les articles homonymes, voir Rickenbach.
Rickenbach est une commune suisse du canton de Soleure, située dans le district d'Olten.

Vue aérienne (1970)